# Mír z Brétigny

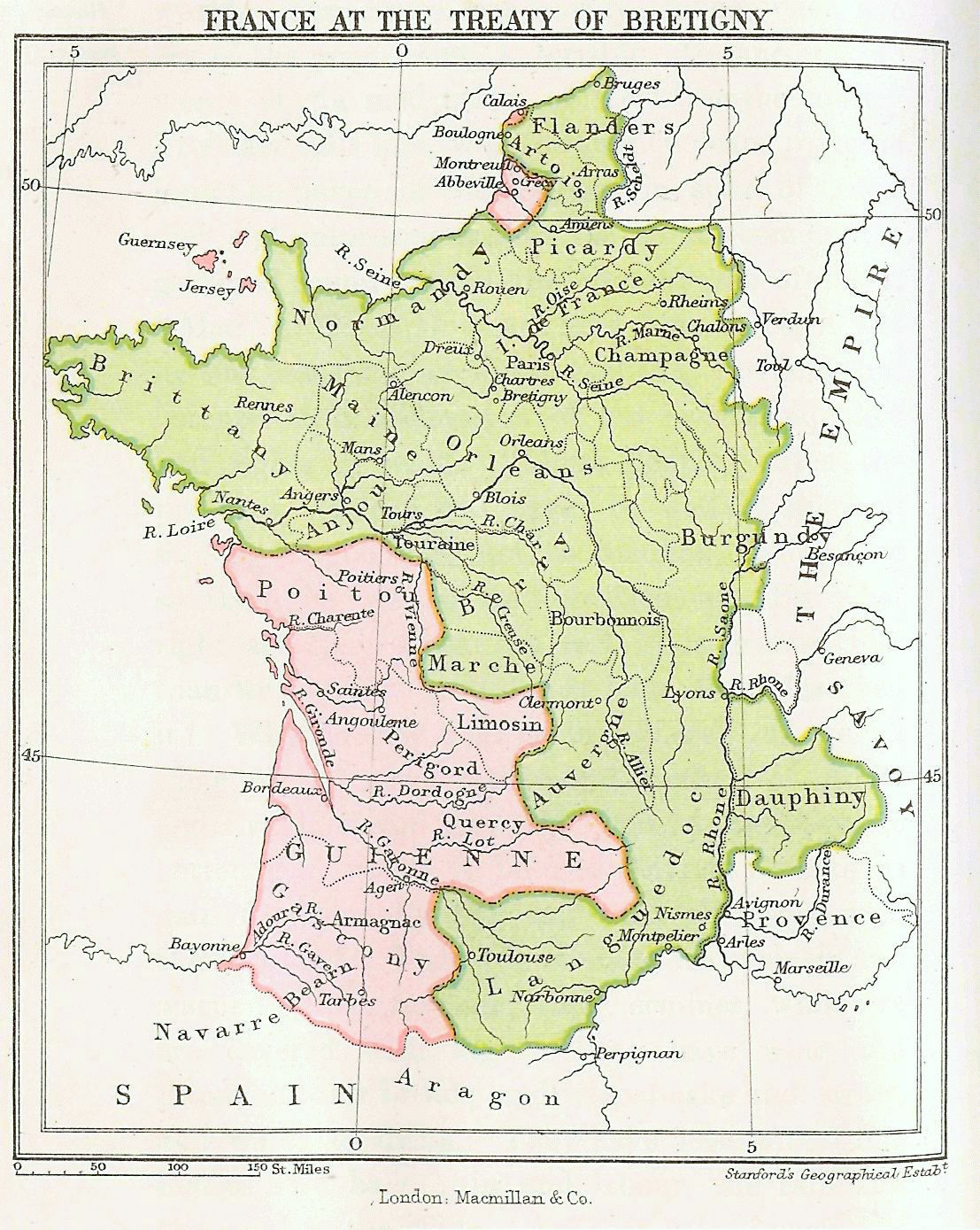
Francie po míru z Brétigny. Zeleně jsou vyznačeny francouzské državy, růžově anglické.

Mír z Brétigny (angl. Treaty of Brétigny, franc. Traité de Brétigny) je mírová smlouva mezi anjouovskou Anglií a Francií v čele s rodem Valois. Smlouva byla podepsána dne 24. října 1360 v obci Brétigny u Chartres a ukončovala první etapu stoleté války (1337–1360).

## Historie
Během stoleté války upadl roku 1356 do zajetí francouzský král Jan II. Dobrý. Na základě mírové smlouvy z Brétigny bylo určeno výkupné. Aby jej mohl zaplatit, bylo mu umožněno vycestovat do Francie. Protože však nebyl schopen dostatečný obnos vybrat, vrátil se dobrovolně zpět do zajetí, kde zemřel († 1364) na následky nemoci.
Francie na základě mírového ujednání musela Anglii postoupit své državy, konkrétně akvitánské a gaskoňské vévodství. Mír však netrval dlouho, po devíti letech byl porušen výpady francouzského vojska, což vedlo k pokračování války, která skončila až v roce 1453.